# 中子减速剂
中子減速劑（英語：Neutron moderator，又稱中子慢化劑）在一般情况下，可裂變核發射出的中子的飛行速度比可被裂變核捕獲的中子速度要快，因此為了產生鏈式反應，就必須要將中子的飛行速度降下來，这時就會使用中子減速劑。
石墨中的碳元素，以及水中的氫元素都能起到慢化作用。因此通常用於熱中子反應堆慢化劑的有三種材料。
- 以普通水（H
2O）的形式存在的氫的輕同位素和普通同位素
- 氘，以重水（D
2O）形式存在的氫的重同位素
- 碳，以石墨形式存在